# 伞形洋槐
伞形洋槐（学名：Robinia pseudoacacia var. umbraculifera）为豆科刺槐属下的一个变种。